# Theodor Frings
Theodor Frings, född 23 juli 1886 i Dülken, död 6 juni 1968 i Leipzig, var en tysk germanist och dialektforskare.
Theodor Frings blev professor i Bonn 1917 och i Leipzig efterträdare till Eduard Sievers 1927. Han utgick från den dialektgeografiska skolan vid Sprachatlas des deutschen Reiches i Marburg under ledning av Ferdinand Wrede. Metoden att fastställa språkföreteelsernas geografiska utbredning och att förklara denna genom att anknyta språkhistorien till den politiska historien och kulturhistorien prövade Frings först i en rad arbeten om språkförhållandena i Rhenlandet. I Germania romana (1932) gav Frings viktiga bidrag till den västgermanska ordgeografin och till frågan om romarnas och germanernas språkliga uppgörelser. Samma metoder använde Frings senare på det östmellantyska dialektområdet, bland annat i Kulturräume und Kulturströmungen im mitteldeutschen' Osten (1936, tillsammans med flera författare). Bland Frings senare arbeten märks Europäische Heldendichtung (1938) och Die Stellung der Niederlande im Aufbau des Germanischen (1944). Frings utgav tillsammans med Rudolf Meissner och J. Müller Rheinische Beiträge und Hülfsbücher zur germanischen Philologie und Volkskunde (från 1921) och var från 1932 redaktör för Beiträge zur Geschichte der deutschen Sprache und Literatur.